# Взятие рифов

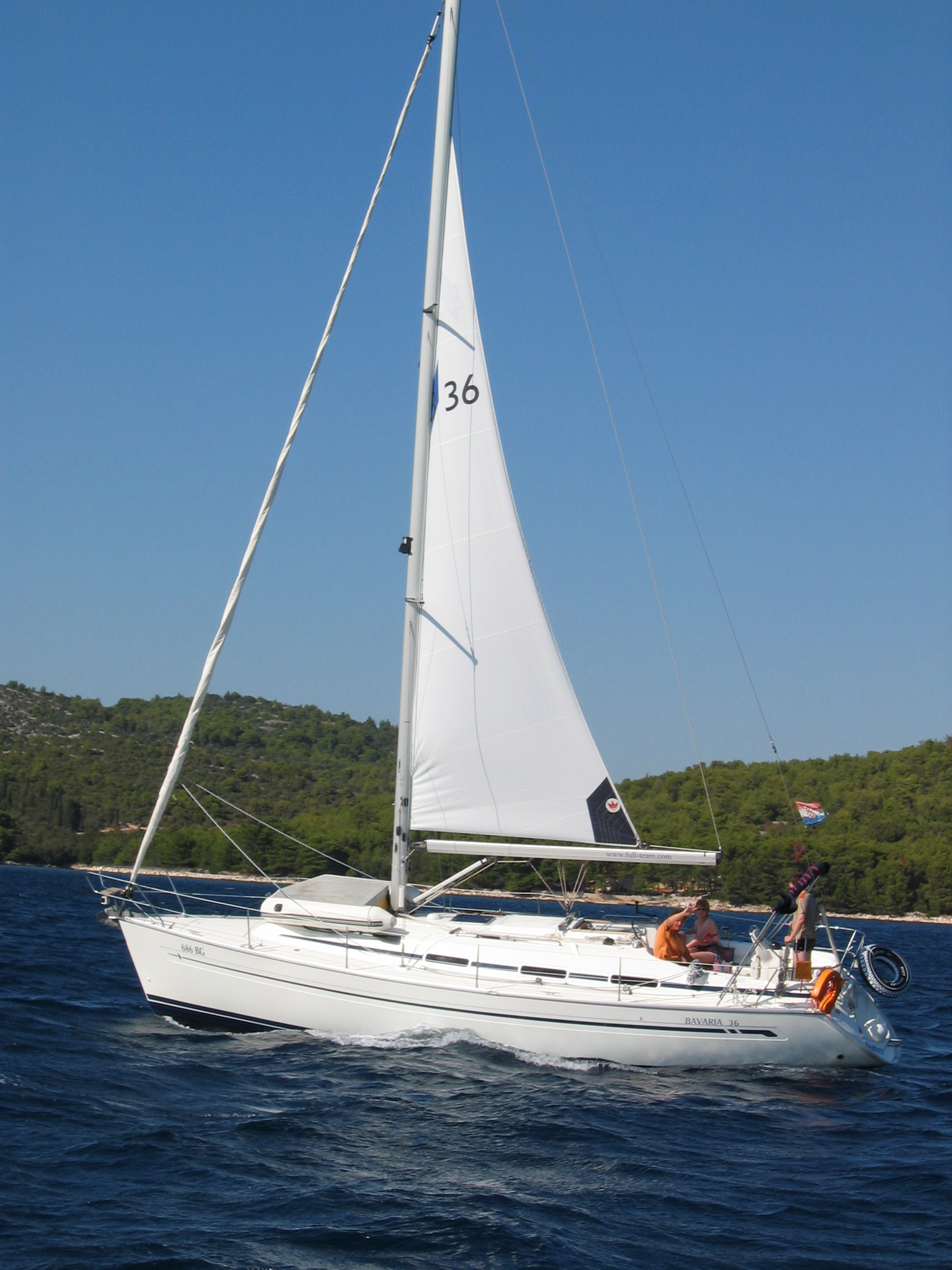
Грот со взятыми рифами на шлюпе Bavaria 36

Взя́тие ри́фов (рифле́ние, зари́фить, от нидерл. rееf, rif или англ. rееf) — уменьшение площади паруса у парусника при помощи особых приспособлений — рифов, обычно при сильном ветре. Является основной мерой безопасности в ненастную погоду. Установка рифов улучшает остойчивость парусника и сводит к минимуму риск повреждения паруса или другого оборудования.
Обычно на парусе имеется от двух до четырёх рифов.
Существуют три способа взятия рифов:
- с использованием риф-штертов на парусе,
- накручивание паруса на гик и
- закручивание паруса вокруг мачты.

## Фотогалерея

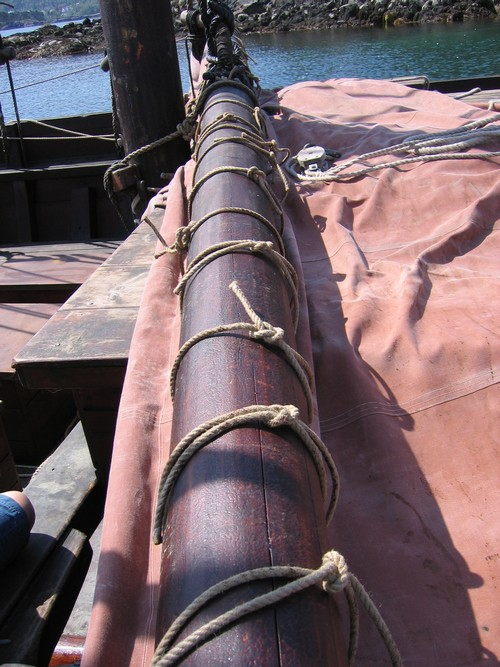
Использование «рифового» узла на парусном корабле для рифления паруса на рее
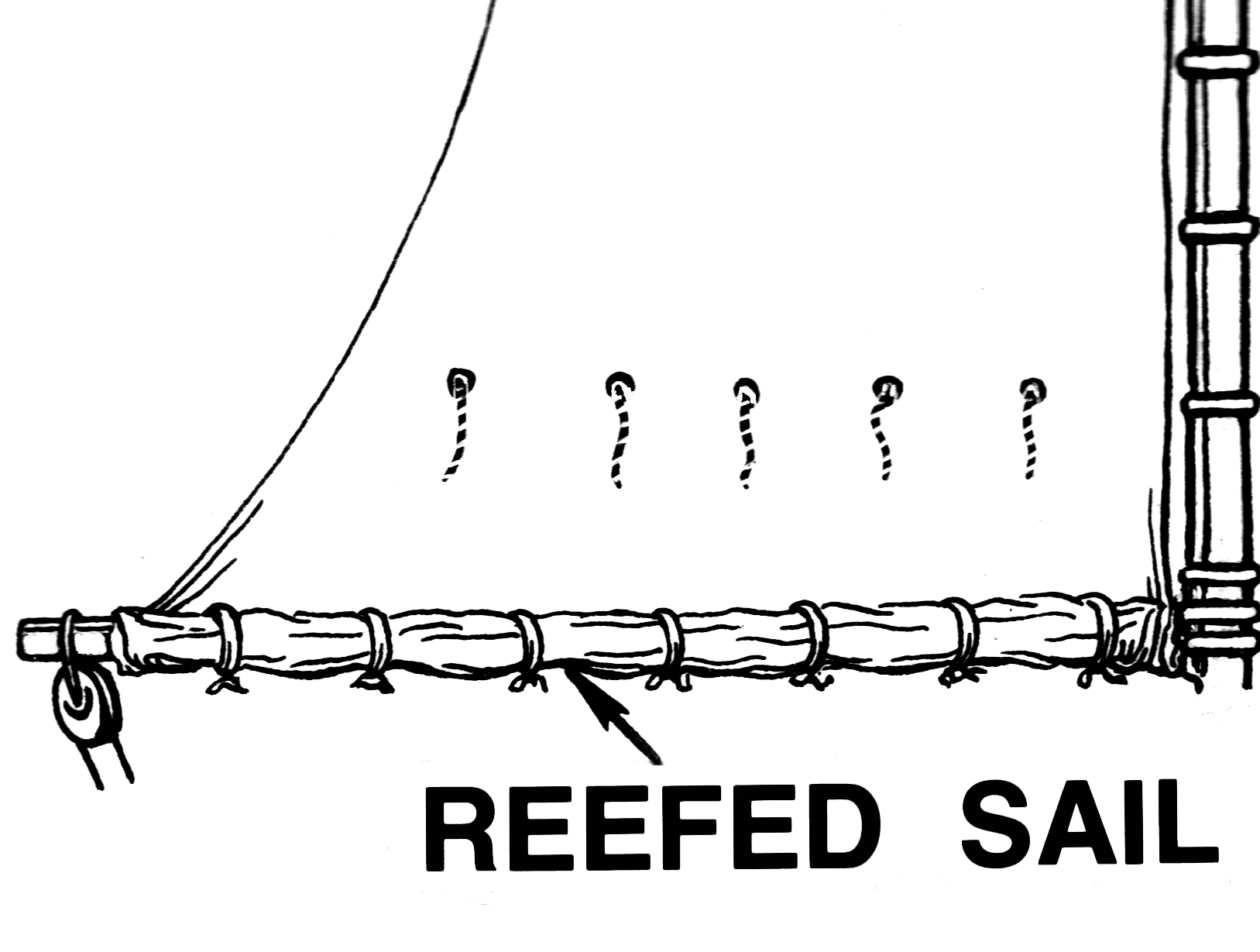
Зарифленный парус
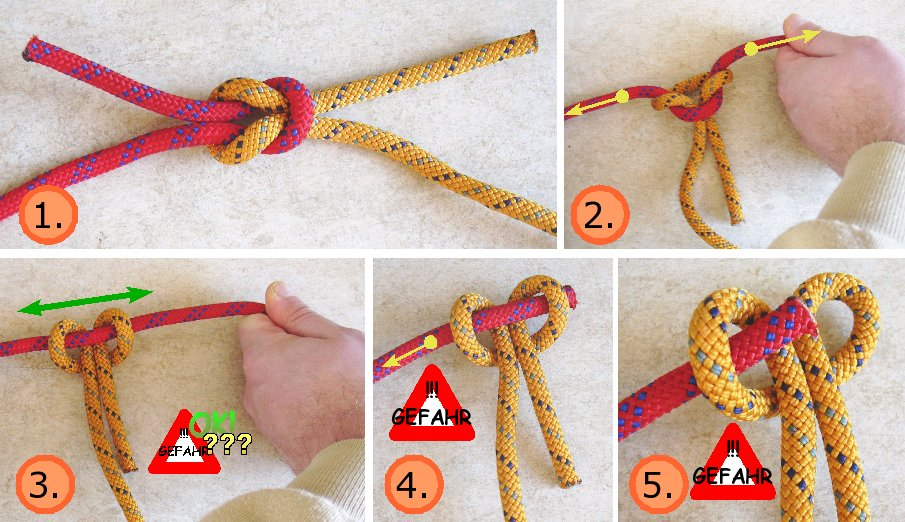
Морской способ «раздёргивания» (быстрого развязывания) «рифового» узла